# Conostylis wonganensis
Conostylis wonganensis är en enhjärtbladig växtart som beskrevs av Stephen Donald Hopper. Conostylis wonganensis ingår i släktet Conostylis och familjen Haemodoraceae. Inga underarter finns listade.